# Matheus Fernandes
Matheus Fernandes Siqueira (Itaboraí, 30 juni 1998) is een Braziliaanse voetballer die doorgaans als middenvelder speelt. Hij komt uit voor Palmeiras.

## Carrière
Matheus Fernandes stroomde door vanuit de jeugd van Botafogo. Daarvoor debuteerde hij op 2 februari 2017 in de Copa Libertadores, in een met 2–1 gewonnen wedstrijd thuis tegen Colo-Colo. Hij kwam in de 76e minuut in het veld als vervanger voor Camilo. Zijn debuut in de Série A volgde op 29 mei 2017, tijdens een met 2–1 gewonnen wedstrijd thuis tegen Bahia. Matheus Fernandes groeide vervolgens uit tot basisspeler en maakte ook zijn debuut in zowel de Copa Sudamericana als de Copa Libertadores. 
Hij verruilde Botafogo in januari 2019 voor Palmeiras. Begin 2020 werd hij verhuurd aan het Spaanse Real Valladolid. 
FC Barcelona maakte gelijktijdig wereldkundig dat Fernandes na de verhuurperiode aan Valladolid aan zou sluiten bij de Catalaanse ploeg. Op 29 juni 2021 maakte FC Barcelona bekend dat ze het contract van Fernandes hebben ontbonden. Dit ontslag zou begin 2023 nog een staartje krijgen voor de Catalaanse ploeg.  Een rechter veroordeelde hen om 8.5 miljoen EUR aan vergoedingen aan de speler te betalen.
Op 10 juni maakte Palmeiras de terugkeer van Fernandes bekend. Hij tekende een contract tot 31 december 2025 bij de club, waar hij voor FC Barcelona vandaan kwam.

## Clubstatistieken
| Seizoen     | Club        | Competitie  | Competitie | Competitie | Beker | Beker | Internationaal | Internationaal | Totaal | Totaal |
| Seizoen     | Club        | Competitie  | Wed.       | Dlp.       | Wed.  | Dlp.  | Wed.           | Dlp.           | Wed.   | Dlp.   |
| ----------- | ----------- | ----------- | ---------- | ---------- | ----- | ----- | -------------- | -------------- | ------ | ------ |
| 2017        | Botafogo    | Série A     | 22         | 0          | 5     | 0     | 7              | 0              | 34     | 0      |
| 2018        | Botafogo    | Série A     | 33         | 0          | 0     | 0     | 5              | 1              | 38     | 1      |
| Club totaal | Club totaal | Club totaal | 55         | 0          | 5     | 0     | 12             | 1              | 72     | 1      |
| 2019        | Palmeiras   | Série A     | 11         | 1          | 1     | 0     | 0              | 0              | 12     | 1      |
| Club totaal | Club totaal | Club totaal | 11         | 1          | 1     | 0     | 0              | 0              | 12     | 1      |

Bijgewerkt t/m 16 januari 2020

## Interlandcarrière
Matheus Fernandes maakte deel uit van verschillende Braziliaanse nationale jeugdselecties.

## Erelijst
| Copa del Rey | 1x | 2020/21 |